# امانگاه پل‌خاتون
امانگاه پل‌خاتون (انگلیسی: Pulhatyn Sanctuary) یک منطقه حفاظت‌شده در ترکمنستان است.
این امانگاه بخشی است از منطقه حفاظت‌شده دولتی بادخیز است.